# Sounds for Spies and Private Eyes
Sounds for Spies and Private Eyes è un album discografico di Al Caiola, pubblicato dalla casa discografica United Artists Records nell'agosto del 1965.

## Tracce

### LP
Lato A
1. Theme from "The Man from U.N.C.L.E." (From the TV Series) – 2:00 (Jerry Goldsmith)
2. The Fugitive Theme – 2:05 (Pete Rugolo)
3. Secret Agent Man – 2:24 (Phil Sloan, Steve Barri)
4. Underwater Chase – 2:15 (Leroy Holmes)
5. The Third Man Theme (From the film "The Third Man") – 2:27 (Anton Karas)
6. Slaughter on Tenth Avenue – 2:55 (Richard Rodgers)

Lato B
1. Man of Mystery (Theme Music of the Edgar Wallace Thrillers) – 2:00 (A. Carr (Maurice Alfred Cohen))
2. The Bronze Doll – 3:10 (Al Caiola)
3. Baker Street Mystery – 1:52 (Marian Grudeff, Raymond Jessel)
4. Goldfinger (From the film "Goldfinger") – 2:01 (Leslie Bricusse, Anthony Newley, John Barry)
5. The Eye in Flat Five – 2:08 (George Roumanis)
6. A Quiet Thing (From the Broadway Show Flora the Red Menace) – 2:35 (Fred Ebb, John Kander)

## Musicisti
- Al Caiola - chitarra, arrangiamenti
- Altri musicisti non accreditati

Note aggiuntive
- Leroy Holmes - produttore
- Frank Gauna - design copertina album[2]